# آنخل باستوس
آنخل باستوس (انگلیسی: Ángel Bastos؛ زادهٔ ۳ مهٔ ۱۹۹۲) بازیکن فوتبال اهل اسپانیا است.